# أنيتا كارتر
إينا أنيتا كارتر (بالإنجليزية: Anita Carter) (31 مارس 1933 – 29 يوليو 1999) هي مغنية أمريكية والابنة الصغرى لإزرا ومايبيل كارتر، وقامت بتجربة عدة أنواع مختلفة من الموسيقى وعزفت على الكونتر باس مع شقيقتها هيلين كارتر وجون كارتر ضمن فريق الأخوات كارتر. انضم الثلاثي إلى برنامج غراند أول أوبري الإذاعي في عام 1950 (كانت أنيتا تبلغ من العمر وقتها 17 عامًا)، وافتتحت عروض إلفيس بريسلي، وانضمت إلى برنامج جوني كاش في عام 1971. سجل أنيتا كارتر على عدد من العلامات كفنانة منفردة ومع عائلتها، بما في ذلك آر سي أيه فيكتور، كادنس، كولومبيا، أوديوغراف، يونايتد أرتيستس، ليبرتي، كابيتول.

## السيرة
وُلدت أنيتا في ميسز سبرينغ في فرجينيا، وسجلت أغنيتين دخلتا العشر الأوائل في عام 1951 وهما "Down The Trail of Achin 'Hearts" مع المغني هانك سنو (المركز الثاني) وأغنية "Blue Bird Island" (المركز الرابع). ووصلت إلى العشرة الأوائل مرة أخرى في عام 1968 بأغنية "I Got You" في ثنائي مع وايلون جينينغز (المركز الرابع). وحققت نجاحا أقل بإصدارات منفردة أخرى. سجلت أنيتا كارتر ألبومين شعبيين في الستينيات. في عام 1962، كانت أول من تسجل أغنية «رينغ أوف فاير» من تأيف شقيقتها جون بالاشتراك مع ميرل كلغور.
سماع صهرها المستقبلي، جوني كاش، هذا التسجيل، وزعم أنه حلم بسماع أبواق مكسيكية على المتسجيل، وقال لأنيتا إنه إذا لم تنجح أغنيتها في غضون خمسة أو ستة أشهر فسيسجلها «بالشكل الذي يرغب به». لم تنجح الأغنية بدخول قوائم الكانتري، وسجلها كاش في مارس 1963 مع إضافة الأبواق واشتركت معه في الخلفية الأخوات كارتر (مع الأم مايبيل). حققت الأغنية المعدلة شعبية دولية واسعة وأصبحت من نجاحات كاش في مسيرته.

### الزواج
تزوجت كارتر من عازف الكمان ديل بوتر في عام 1950 (تطلقا لاحقا)، والعازف التسجيلي دون ديفيس في عام 1953 (تطلقا ثم تزوجا مرة أخرى)، وبوب ووتون (عازف الجيتار الرئيسي لفرقة جوني كاش وتينيسي ثري) في عام 1974 (تطلقا). أنجبت طفلين هما لوري فرانسيس وجاي ديفيس.

### الموت
عانت كارتر من التهاب المفاصل الروماتويدي لسنوات عديدة، وعانت بسبب الأدوية المستخدمة لعلاجه والتي أضرت بشدة بالبنكرياس والكلى والكبد. توفيت في 29 يوليو 1999، عن عمر يناهز 66 عاما،  بعد عام من موت شقيقتها الكبرى هيلين وأربع سنوات قبل شقيقتها الوسطى جون. كانت تحت الرعاية في منزل جوني وجون كارتر كاش في هندرسونفيل، تينيسي. أدخل جثمانها في مدافن هندرسونفيل ميموريال غاردنز.

## ديسكوغرافيا
| الألبوم                                            | العلامة                  | التاريخ      |
| -------------------------------------------------- | ------------------------ | ------------ |
| Together Again (مع هانك سنو)                       | RCA Victor LSPLSP - 2580 | نوفمبر 1962  |
| Folk Songs Old and New                             | Mercury SR - 60770       | ديسمبر 1962  |
| Anita Carter of the Carter Family                  | Mercury SR - 60847       | فبراير 1964  |
| So Much Love                                       | Capitol ST - 11075       | 1972         |
| Yesterday                                          | House Of Cash HOC - 1000 | 1995         |
| Appalachian Angel: Her Recordings 1950-1972 & 1996 | Bear Family              | 22يونيو 2004 |

## روابط خارجية
- أنيتا كارتر على موقع IMDb (الإنجليزية)
- أنيتا كارتر على موقع ميوزك برينز (الإنجليزية)
- أنيتا كارتر على موقع ديسكوغز (الإنجليزية)